# Вила Матеи
Вила Матеи (също и Вила Челимона) е вила на Целий в Рим, най-известна с градините си. Територията ѝ обхваща повечето от долината между хълмовете Авентин и Целий.

## Вилата
През 1553 г. лозето е придобито за 1000 златни скуди от Джакомо Матеи, но е превърната във вила от Кирако Матеи през 1580 г. Той възлага на архитект Джакомо Дел д'Ука (ученик на Микеланджело) проект за изграждане на вила и първата схема на градината. Оригиналната вила е много адаптивна, но вероятно е едноетажна конструкция с портик по фасадата, гарнирана с дорийски фриз и балюстрада, които все още съществуват. По-късните планове превръщат вилата в четириъгълна сграда с две по-ниски крила и аркада на изкуствена платформа.

## Градини
В градините са изложени произведения на изкуството от колекцията на Матеи. През 1552 сем. Матеи открива вилата си за туристи на почивка и им предоставя обилен бюфет, вино и вода. Градините по-късно са препроектирани от Джовани Доменико Фонтана в схема включваща египетски обелиск. Градините също са известни със своите фонтани, построени от Бернини за Джироламо Матеи – те включват Фонтана дел Акуила (с хералдическия символ на Матеите – орелът) и Фонтана дел Трионе, сега всички преместени на Пиаца дей СС.
През 1926 г. градините на вилата са отпуснати от Италианската държава на Община Рим като обществен парк.

## Обелиск
Сравнително малкият обелиск е подарен на Матеите през 1582 г. Първоначално той един от двойката обелиски в Храма на Ра в Хелиополис. Другият е запазилият оригиналната си височина обелиск Макутео. Преместен в Храма на Изида близо до Санта Мария сопра Минерва. На върха му се виждат йероглифи на Рамзес II. Намерен е през 1373 г. близо до църквата Сан Макуто и е издигнат източно от Санта Мария ин Арачели на Капитолия. Преместен е до Вила Матеи след като Микеланджело прави нов дизайн на площада в края на 16 век. Изгубен е отново. Фрагменти са открити и отново издигнати през 1820 г. Той е най-малкият обелиск в Рим.